# 貝利塞小鯷
貝利塞小鯷（学名：Anchoa belizensis）為輻鰭魚綱鲱形目鳀科的其中一種，分布於中美洲貝里斯、瓜地馬拉的淡水水域，棲息深度可達50公尺，本魚體延長，口鼻中位，吻大於眼徑，上頷長於下頷，體側具一銀色條紋，臀鰭軟條23-28條，體長可達5.8公分，喜群游，棲息淡水水域。

## 擴展閱讀
維基物種上的相關：貝利塞小鯷